# Noegus
Genre
Synonymes
- Beccaria Caporiacco, 1947
- Pseudamphidraus Caporiacco, 1947

Noegus est un genre d'araignées aranéomorphes de la famille des Salticidae.

## Distribution
Les espèces de ce genre se rencontrent en Amérique du Sud et en Amérique centrale.

## Liste des espèces
Selon World Spider Catalog (version 20.5, 22/08/2019) :
- Noegus actinosus Simon, 1900
- Noegus arator Simon, 1900
- Noegus australis (Mello-Leitão, 1941)
- Noegus bidens Simon, 1900
- Noegus coccineus Simon, 1900
- Noegus comatulus Simon, 1900
- Noegus dentichelis (Crane, 1949)
- Noegus difficilis (Soares & Camargo, 1948)
- Noegus franganilloi (Caporiacco, 1947)
- Noegus fulvocristatus Simon, 1900
- Noegus fuscimanus Simon, 1900
- Noegus fuscomanus (Taczanowski, 1878)
- Noegus lodovicoi Ruiz & Brescovit, 2008
- Noegus mantovani Bauab & Soares, 1978
- Noegus niger (Caporiacco, 1947)
- Noegus niveogularis Simon, 1900
- Noegus niveomarginatus Simon, 1900
- Noegus pallidus (Mello-Leitão, 1947)
- Noegus petrusewiczi Caporiacco, 1947
- Noegus rufus Simon, 1900
- Noegus spiralifer (F. O. Pickard-Cambridge, 1901)
- Noegus transversalis Simon, 1900
- Noegus trilineatus (Mello-Leitão, 1940)
- Noegus uncatus Simon, 1900
- Noegus vulpio Simon, 1900

## Publication originale
- Simon, 1900 : Études arachnologiques. 30e Mémoire. XLVII. Descriptions d'espèces nouvelles de la famille des Attidae. Annales de la Société entomologique de France, vol. 69, p. 27-61 (texte intégral).